# 이중 나선

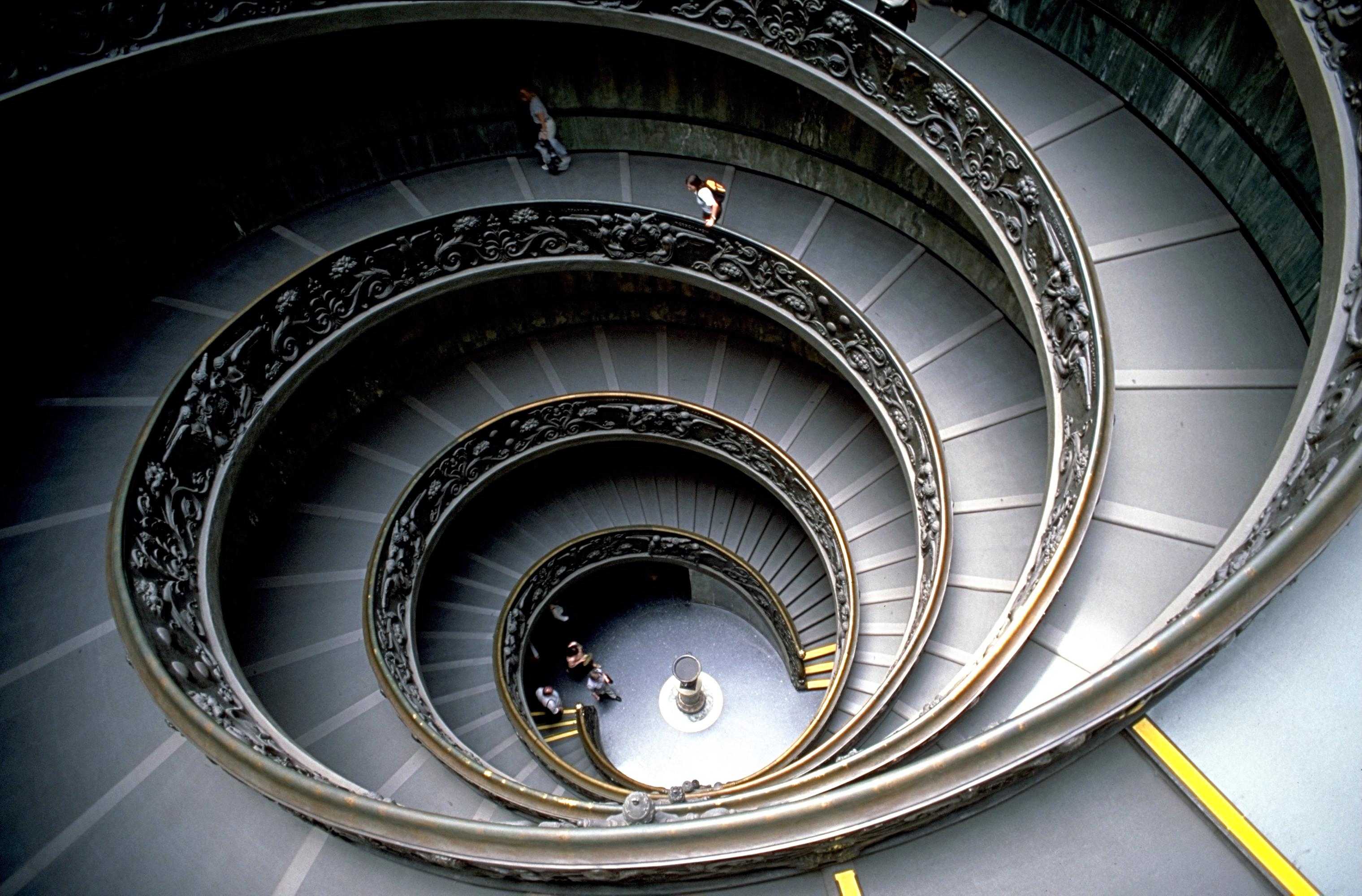
바티칸 박물관의 계단

이중 나선(二重螺線, 영어: double helix)은 두 개의 서로 대칭인 나선이 같은 축 방향으로 놓여있는 모양이다.

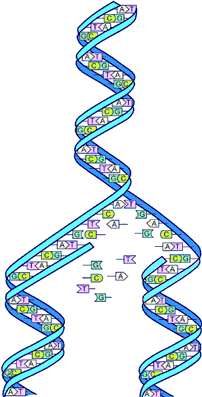
DNA의 이중 나선 구조

DNA가 이중 나선 구조라는 것은 1953년 제임스 D. 왓슨과 프랜시스 크릭이 처음으로 발견했다.